# 淡墨櫻

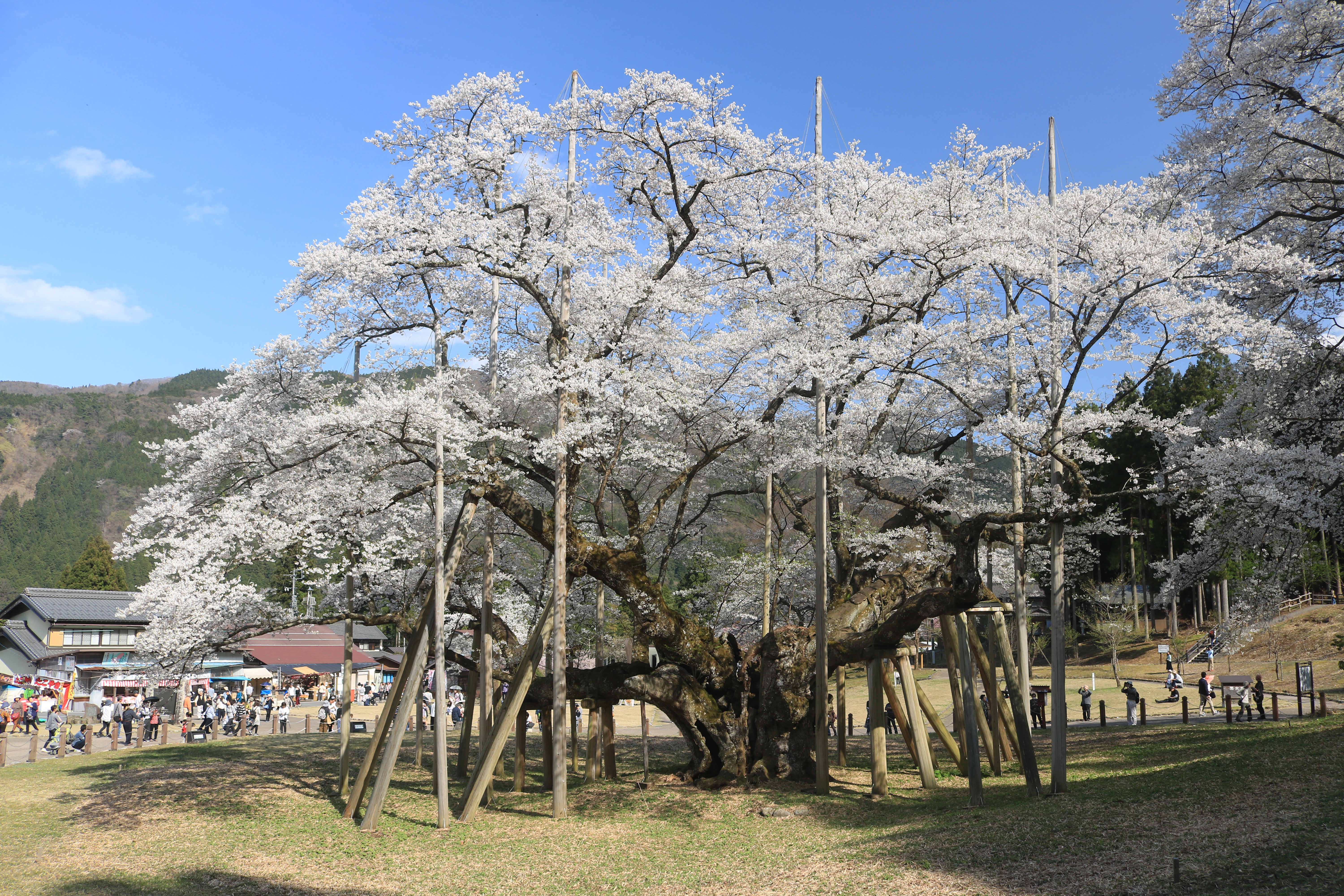
淡墨公園的淡墨櫻

淡墨櫻，一顆古老的櫻花，樹齡估計約為1500年，品種為江戶彼岸櫻。位於日本岐阜縣本巢市淡墨公園中，相傳由繼體天皇手植，被認為是日本三大櫻之一，由日本政府指定為天然紀念物。本巢市指定此樹為市花。
盛開時為白色，帶著淡淡的墨色，因此得名。樹高16.3公尺。

## 歷史
1922年（大正11年）10月12日，被日本政府指定為國家級天然記念物。